# Vulkán (Hunyad megye)

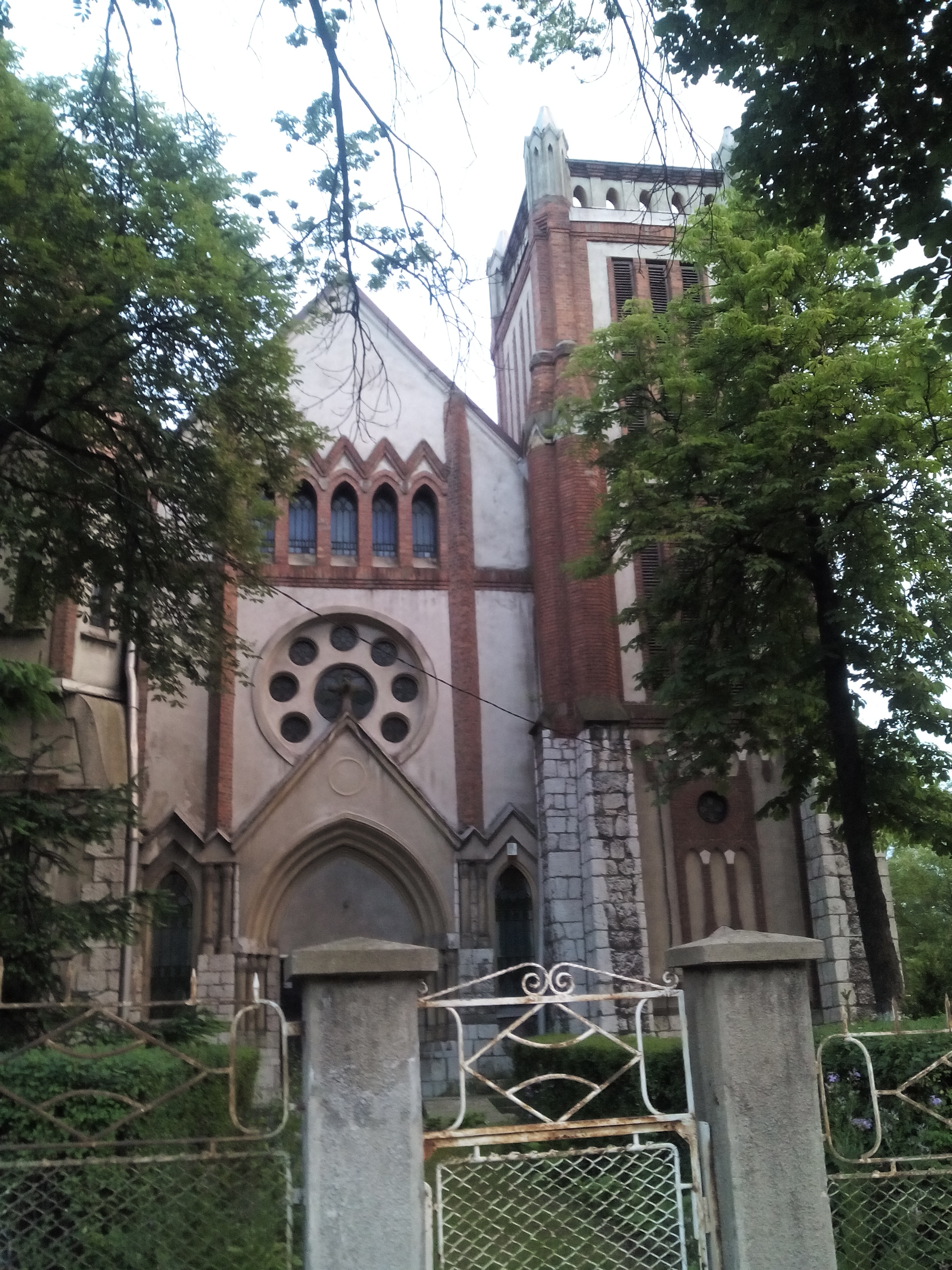
A neogótikus római katolikus templom (Biró Ernő tervei alapján 1910–11-ben épült)

Vulkán vagy Zsilyvajdejvulkán (románul Vulcan, korábban Jiu-Vaidei-Vulcan, németül Wulkan) megyei jogú város (municípium) Hunyad megyében, Erdélyben, Romániában.

## Fekvése
Petrozsénytől 12 km-re délnyugatra, Dévától 110 km-re délkeletre, a megye déli részén, a Nyugati-Zsil folyó völgyében, a Retyezát és a Vulkán-hegység lábánál fekszik.

## Nevének eredete
A Zsilyvajdejvulkán név három település, az egykori Oláhzsij (a Zsil folyó román Jiu nevéből), Vajdej (Vajder) pásztorfalu és a Vulkán-szoros mellett 1773-ban létrejött Vulkán határőrtelep nevének összetételével keletkezett.

## Története
Két házcsoportból (cătun), Krevediából és Vajdejből alakult ki (előbbi lakói nyilván Krivádiából települtek ide). A 18–19. században a Vulkáni-szoros erdélyi bejáratánál vámhivatal és karantén működött. Krevedia görögkatolikus egyházközsége 1865-től 1892-ig önálló parókia volt, akkor filiaként Zsilykorojesdhez csatolták.
Feketekőszén-telepeit 1788-ban Landau osztrák tábornok katonái fedezték fel. Éjszaka a tábornok a legenda szerint meggyújtatta a felfedezett szenet, mire a közeledő török sereg menten meghátrált a hatalmas tábornak vélt látványtól. 1850-ben a brassói Hoffmann cég szerzett a területre koncessziót és 1859-ben kezdte el a kitermelést. Az 1860-as években megkezdődött munkáslakótelepeinek építése. Különösen az 1890-es és az 1900-as években fejlődött hatalmas ütemben, közepes méretű román faluból városi léptékű, soknyelvű településsé vált, ahová szerte Erdélyből, de külföldről is érkeztek a betelepülők. 1910-ben már 2234 bányász fejtette ki a szenet. 1895-ben német tőkével megalakult a Felső Zsil-völgyi Kőszénbánya Rt., amely Dilzsára, Vulkánra, Urikányra és Kimpulunyágra szerzett koncessziót. 1910-ben hatvan ágyas kórházat adtak át benne.
1916-ban elfoglalta a román hadsereg, de a német–osztrák–magyar seregek hamar visszafoglalták. 1918-ban lett Románia része. 1943-ban és 1944-ben hadifogolytábor működött benne. A kb. 1800 szovjet hadifoglyot a lupényi és petrozsényi szénbányákban dolgoztatták.
Várossá 1954-ben nyilvánították, municípiumi rangot 2003-ban kapott. 1966 után hozzácsatolták Zsilykorojesdet. A Zsil völgyének egyik jellegzetes bányavárosa volt, lakótelepekkel. Az 1990-es években a bányászat válságba került, de 2002-ben még 4200 fő dolgozott bányáiban. A bányászat hanyatlása miatt a népességszám is visszaesett.
2001 augusztusában 14 halálos áldozatot követelt egy bányarobbanás.

## Népessége
A város népességének alakulása:
| 1850 | 1857 | 1869 | 1880 | 1890 | 1900 | 1910 | 1920   | 1930   | 1956   | 1966   | 1977   | 1992   | 2002   |
| 494  | 566  | 623  | 600  | 726  | 1496 | 7184 | 10 400 | 11 100 | 14 859 | 17 005 | 25 844 | 32 160 | 27 577 |

- 1850-ben 494 lakosából 456 volt román, 25 német és 13 magyar nemzetiségű; 363 görögkatolikus, 94 ortodox és 24 római katolikus vallású.
- 1910-ben 7184 lakosából 3461 volt magyar, 3055 román, 430 német és 166 főleg lengyel és olasz anyanyelvű; 1970 római katolikus, 1752 ortodox, 1370 görögkatolikus, 1184 református, 434 zsidó, 305 unitárius és 169 evangélikus vallású.
- 2002-ben 27 577 lakosából 25 153 (91%) volt román és 2128 (8%) magyar nemzetiségű; 22 589 ortodox, 2176 római katolikus,[10] 1129 református, 614 pünkösdista és 201 görögkatolikus vallású.

## Látnivalók
- A Zsil  szorosa, a Szurdok-szoros, amelyen áthalad az E79-es út. Az Erdélyből Olténiába való fő átkelőhely a 20. század elejéig nem a Szurdok-szoros, hanem a Vulkáni-hágó volt, itt csupán egy gyalogösvény létezett, amit a sziklaomlások gyakran járhatatlanná tettek. Az első utat 1883 és 1904 között, több szakaszban építették ki, és 1909-ben kezdték felépíteni az akkori román–magyar határon a vámállomást.[11] Környékét 110 km²-en nemzeti parkká nyilvánították. Erdélyi oldalán télen sípálya üzemel, gondolás felvonóval.

## Gazdaság
Fontosabb gazdasági ágazatok a városban: bányászat, kereskedelem, textilipar, faipar.

## Hírességek
- Itt született 1875. október 22-én Csiki Ernő entomológus.
- Itt született 1876-ban Tamás Imre festőművész.
- Itt született 1909-ben Horia Stanca zenetörténész.
- Itt született 1911. január 13-án Suba Dani újságíró, grafikus.
- Itt született 1911. január 25-én Pius Brânzeu orvos, a Román Akadémia tagja.
- Itt született 1912. április 5-én Vasile Copilu-Cheatră költő.
- Itt született 1920. október 6-án Nagy András labdarúgó.
- Itt dolgozott római katolikus kántortanítóként 1920–1921-ben Domokos Pál Péter néprajzkutató.

## Képek

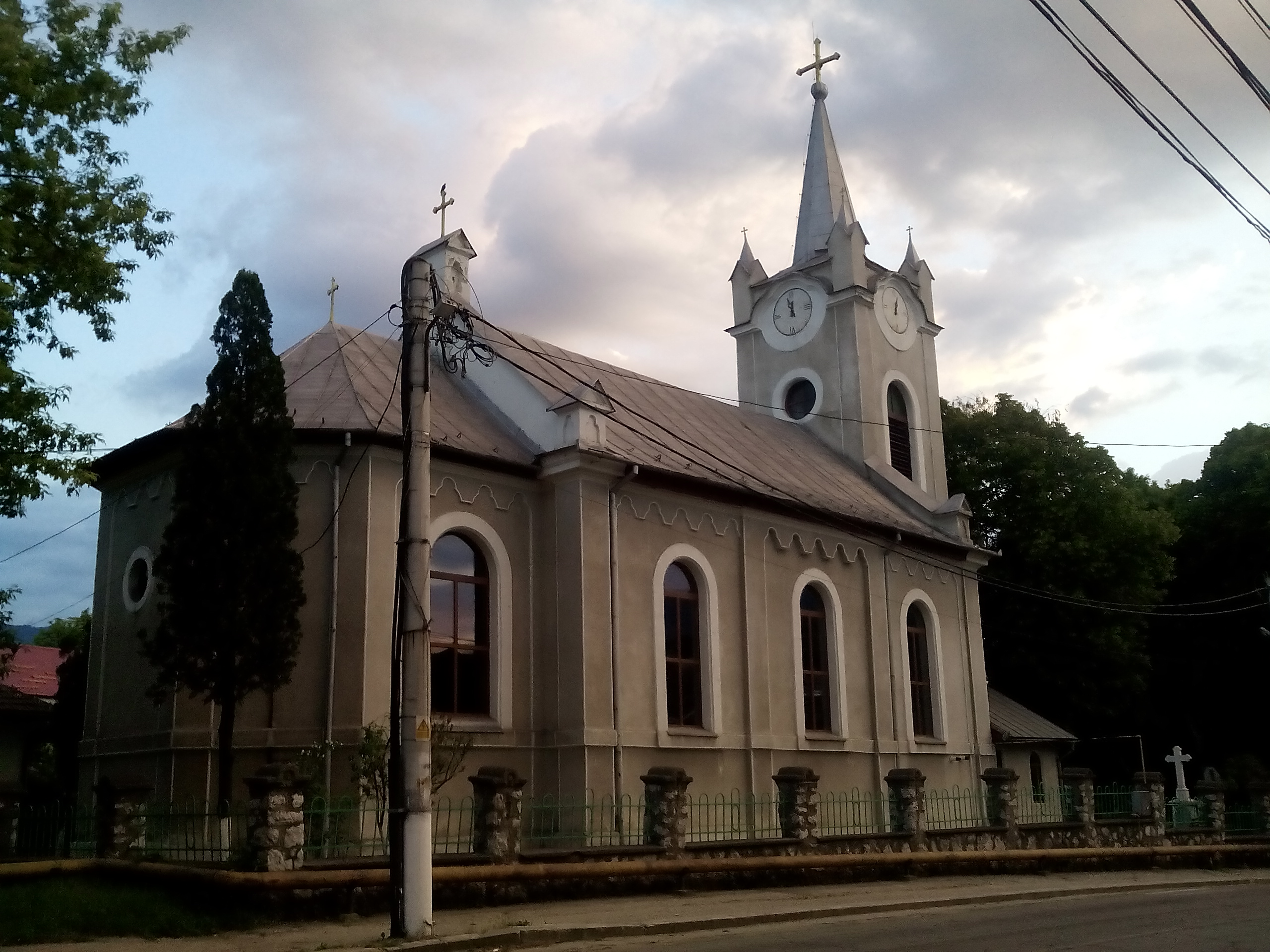
Ortodox (volt görög katolikus) templom (1906)
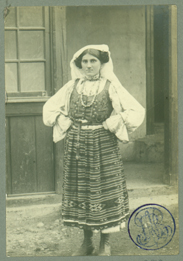
Adler Lipót felvételei a 20. század elejéről: Vulkáni román viseletek
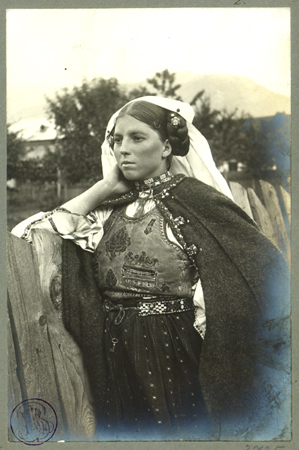
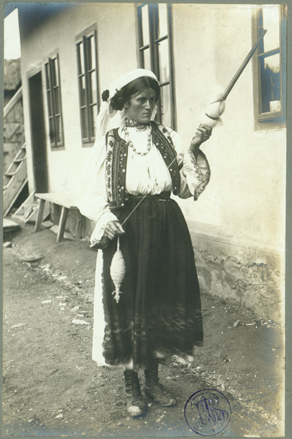
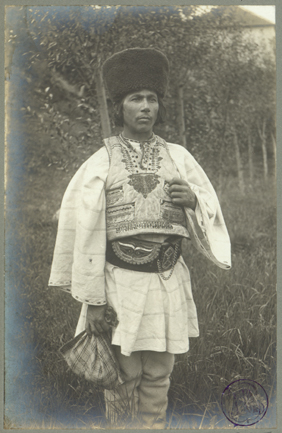
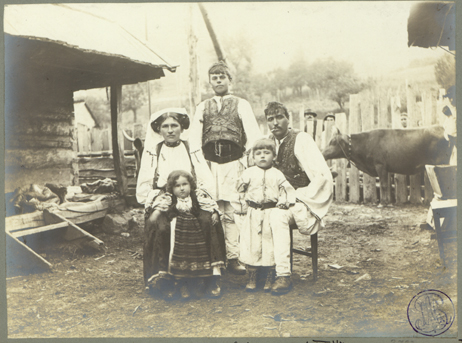
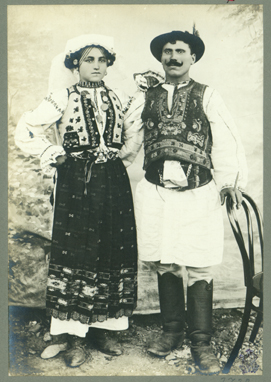
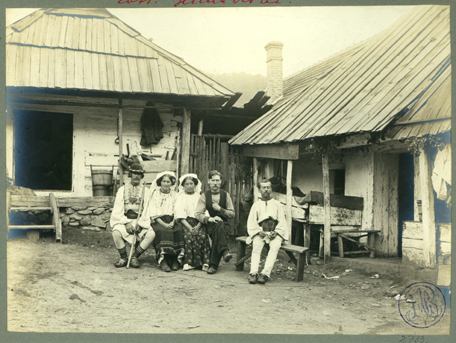
Momorlán porta
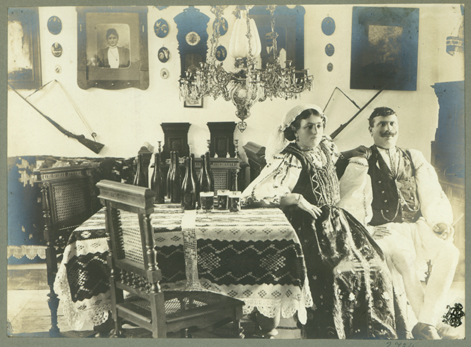
Gazdag román paraszt szobája Vulkánban
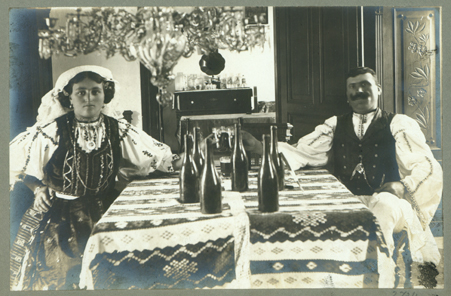
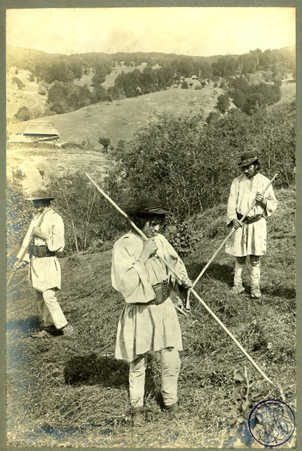
Szénakaszálás
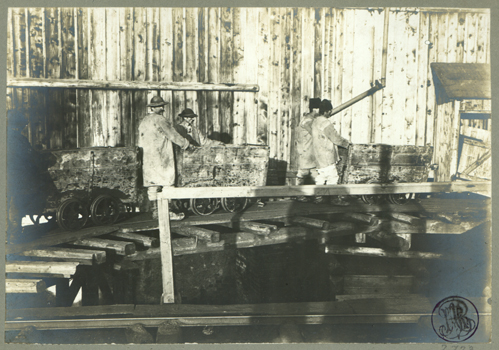
Bányamunkások
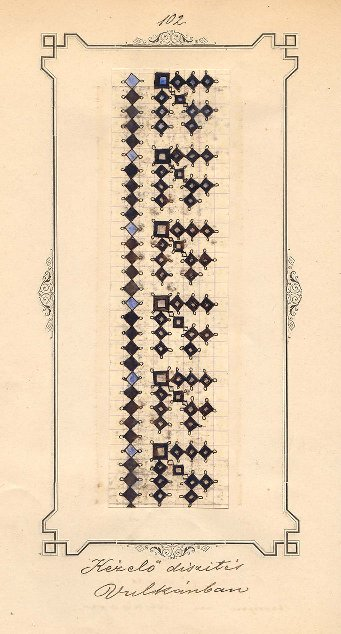
Kézelődíszítés Vulkánból (Téglás István rajza 1885-ből)